# Ампфлетт, Кристина
Кристина Ампфлетт (англ. Christina Joy Amphlett; 25 октября 1959, Джелонг — 21 апреля 2013, Нью-Йорк) — австралийская певица и актриса; вокалистка рок-группы Divinyls, отличавшаяся ярким сценическим образом и динамичной, агрессивной манерой исполнения, ныне пользующаяся репутацией «легенды австралийского рока». В мае 2001 года Австралийская правовая ассоциация (APRA) выбрала сингл «Science Fiction» с первого студийного альбома группы «Desperate» в качестве одной из 30 лучших песен Австралии всех времен.

## Биография
Родилась 25 октября 1959 года в Джелонге (штат Виктория).
Стать певицей и танцовщицей Кристина Ампфлетт мечтала с детства. Сбежав из дома (и отправившись вместе с одной из рок-групп в Мельбурн), она уже в 14 лет вышла на сцену к микрофону. В 1971 году она оказалась в Сиднее, в составе One Ton Gypsy, амбициозного кантри-проекта.
В 17 лет Кристина Ампфлетт вылетела из Австралии в Европу, где в одиночку отправилась в путешествие по Англии, Франции и Испании. В Париже она спала на улице, а в Испании провела три месяца в тюрьме за бродяжничество.
Вернувшись в Сидней, Ампфлетт поступила в церковный хор — исключительно, чтобы развить верхний регистр своего голоса. Во время одного из выступлений стул, о который она опиралась, перевернулся, певица запуталась в проводе микрофона, но продолжала выступление, волоча за собой стул, делая вид, что ничего не произошло. Этот эпизод произвел сильное впечатление на находившегося в зале гитариста Марка Макэнти, и он решил познакомиться с девушкой. Так было положено начало плодотворному профессиональному сотрудничеству и бурным личным отношениям.
В декабре 1980 года дуэт начал выступать в сиднейских ночных барах и вскоре разросся в группу, в состав которой вошли музыканты, имевшие за плечами богатый послужной список, но не добивавшиеся успеха. Исключение составлял басист Джереми Пол, входивший в первый состав Air Supply.
Едва Divinyls начали регулярные концертные выступления, как были замечены кинорежиссёром Кеном Камероном, искавшим музыкальный коллектив для участия в фильме «Monkey Grip». Кристина Ампфлетт произвела на него такое впечатление, что специально для неё он дописал к сценарию новую роль. Сингл из саундтрека, «Boys in a Town», вышел с видеоклипом, который явил Ампфлетт в лучшем виде: в сетчатых чулках, в школьной униформе, заснятую камерой снизу, расхаживающей с микрофоном по металлической решетке. Этот сценический образ стал в карьере Divinyls центральным.
Сингл вошёл в первую десятку австралийского хит-парада и породил вокруг группы настоящий ажиотаж, результатом которого явился большой контракт с Chrysalis Records. В какой-то момент произошёл характерный эпизод: боссы предложили певице исправить зуб, торчавший вперед, на что получили категорический отказ: она считала, что во всем всегда должна оставаться собой.
Карьера Divinyls развивалась неровно из-за менявшегося состава музыкантов и проблем с продюсерами (трое из них записывали поочередно What a Life, альбом 1985 года). Прорывным для группы стал хит 1991 года «I Touch Myself», возглавивший австралийские чарты и вошедший в первые десятки хит-парадов США и Великобритании. Закрепить этот успех не удалось: следующий альбом Underworld вышел лишь через шесть лет, после чего группа распалась, а Ампфлетт порвала с Макэнти и отправилась в Нью-Йорк, где вышла замуж и выпустила автобиографию «Pleasure and Pain: My Life», в Австралии вызвавшая сенсацию.
Ампфлетт и Макэнти практически не общались после разрыва, но возобновили контакты после того, как в 2006 году Divinyls были введены в ARIA Hall of Fame, пообещав выпустить новый альбом. Однако у певицы возникли серьёзные проблемы со здоровьем. В интервью программе «A Current Affair» телеканала Nine Network 7 декабря 2007 года Кристина Ампфлетт рассказала, что страдает рассеянным склерозом и проходит курс интенсивного лечения.
В октябре 2010 года у Кристины обнаружен рак груди.
21 апреля 2013 года Кристина Ампфлетт умерла в Нью-Йорке у себя дома после двухлетней борьбы с раком груди. У неё также был рассеянный склероз, поэтому нельзя было применить химиотерапию.

### Кинокарьера
Ампфлетт-актриса дебютировала в фильме «Monkey Grip» (1982), причем была номинирована (за лучшую роль второго плана) на Australian Film Institute Awards.
В 1988 году она приняла участие, а затем и снялась (вместе с Расселом Кроу) в первой австралийской постановке мюзикла «Blood Brothers» Уилла Расселла.
Ампфлетт была приглашена на роль Джуди Гарленд в первой постановке мюзикла «The Boy from Oz» (о жизни Питера Аллена). На Бродвее в 2003 году её роль перешла к Изабель Китинг, но в ходе австралийского турне мюзикла роль вновь перешла к Ампфлетт.

### Личная жизнь
В 1999 году Кристина Ампфлетт вышла замуж за барабанщика Чарли Дрейтона (англ. Charley Drayton), который играл в альбоме diVINYLS 1991 года и является участником обновленного состава возрожденной группы. До этого у Ампфлетт был продолжительный роман с Марком Макэнти (который был в то время женат).

## Интересные факты
Кристина Ампфлетт — кузина австралийской певицы Литтл Пэтти (настоящее имя — Патрисия Ампфлетт). Именем Кристины Ампфлетт названа улица в Мельбурне.